# نهائي كأس إسبانيا 1968
نهائي كأس إسبانيا 1968 وسُمي آنذاك نهائي كأس القائد العام هو النهائي رقم 66 في إطار بطولة كأس إسبانيا ، جمعت المباراة النهائية ناديّ برشلونة وريال مدريد في كلاسيكو الكرة الإسبانية بتاريخ 11 يوليو 1968 في ملعب سانتياغو برنابيو بمدينة مدريد عاصمة إسبانيا وتمكن نادي برشلونة من تحقيق البطولة بعد الفوز بنتيجة 1-0 .

## التفاصيل
| برشلونة                                                    | 1–0 | ريال مدريد          |
| ---------------------------------------------------------- | --- | ------------------- |
| فيرناندو زونزيونجيو(بالخطأ) 6' · المدرب · سالفادور أرتيغاس |     | المدرب ميغيل مونيوز |